# Hulshorst
Hulshorst est un village situé dans la commune néerlandaise de Nunspeet, dans la province de Gueldre. Le 1er janvier 2006, le village comptait 1 988 habitants.

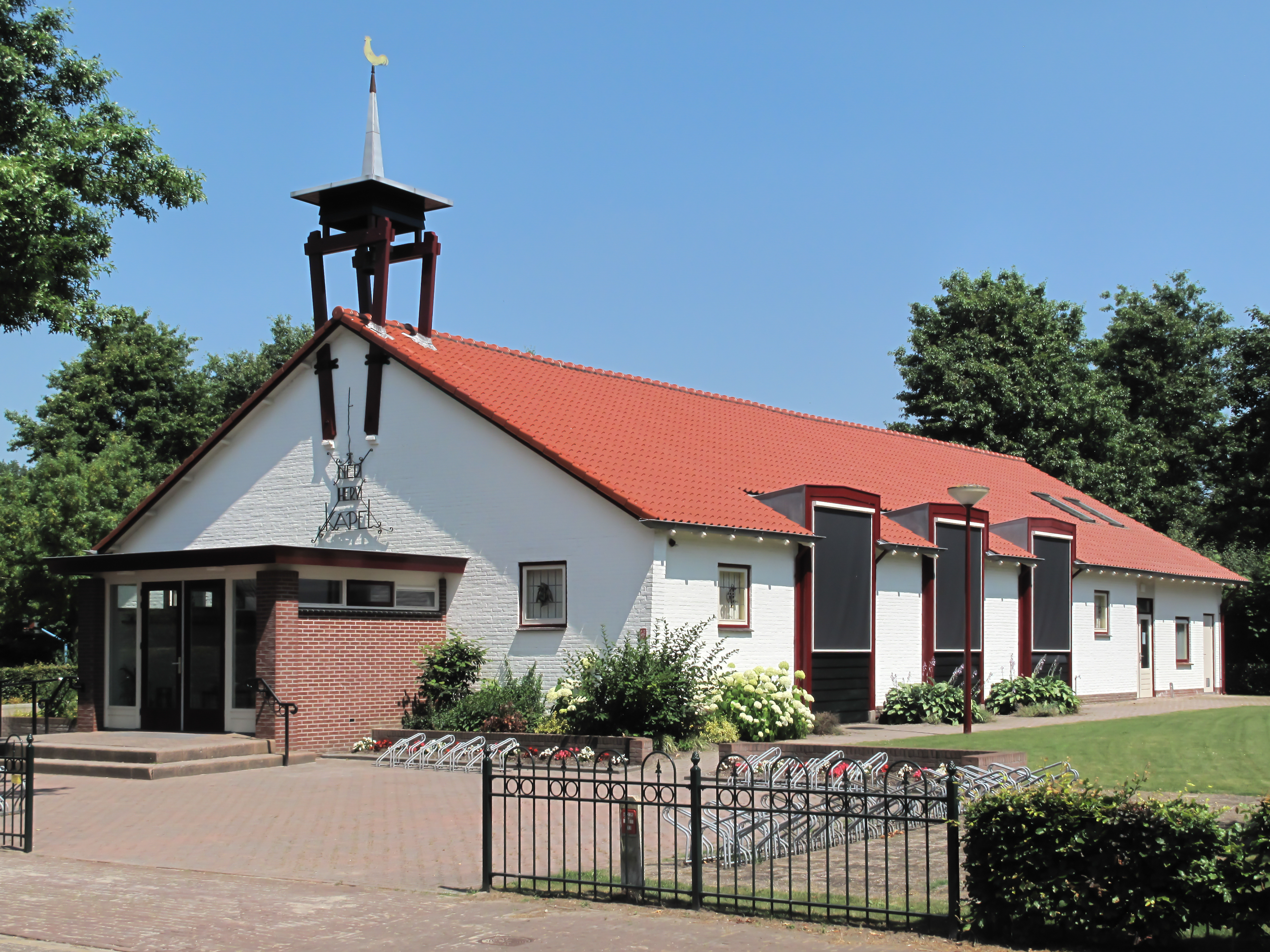
Hulshorst, chapelle protestante

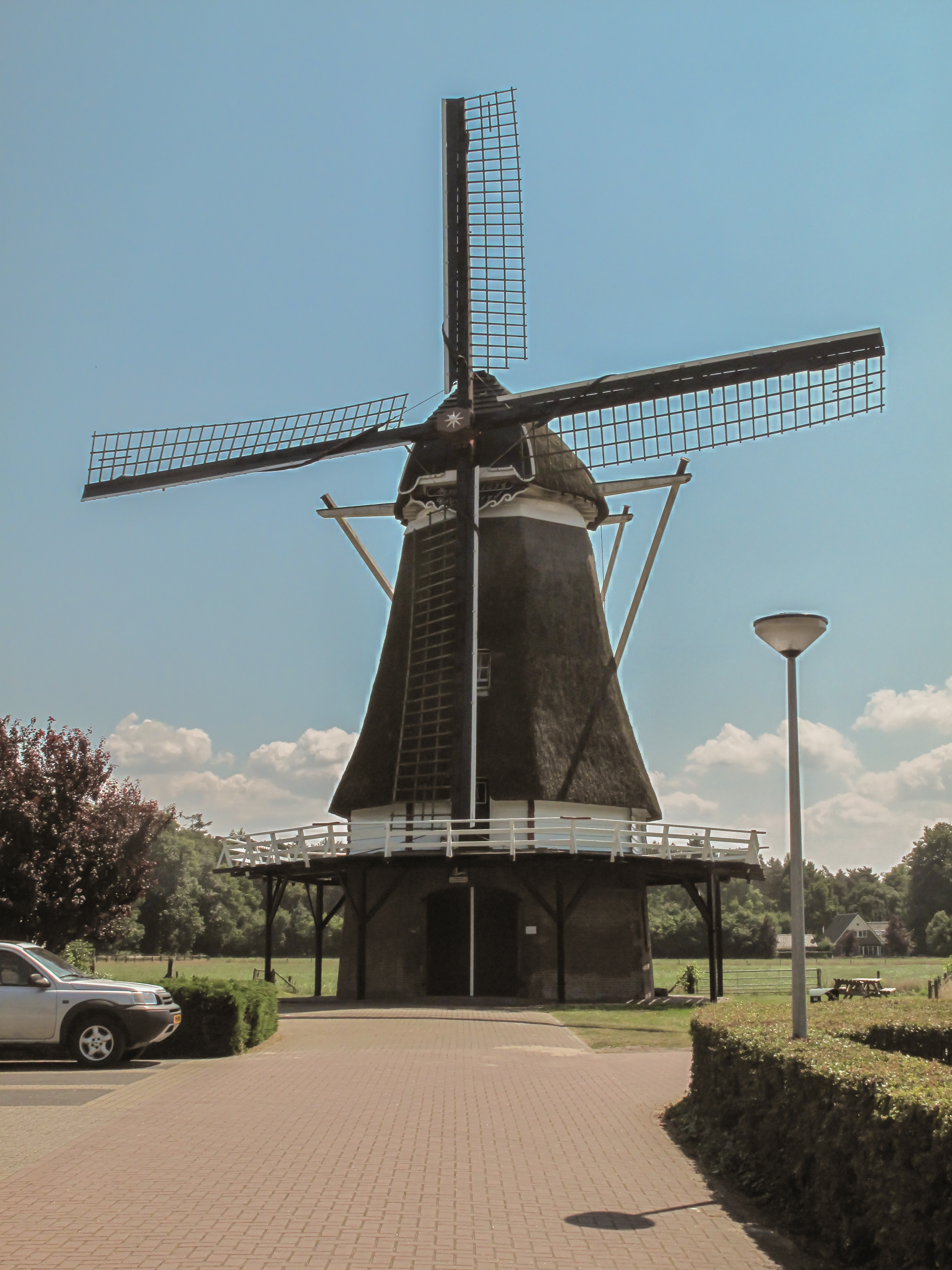
Hulshorst, moulin: molen de Maagd